# Yellow Magic Orchestra
Yellow Magic Orchestra var en japansk synthgrupp som grundades 1978. De huvudsakliga medlemmarna var Haruomi Hosono (bas), Yukihiro Takahashi (trummor) och Ryuichi Sakamoto (keyboard).

## Bildande
Bandet bildades ursprungligen av Hosono för ett studioprojekt som skulle vara en engångsföreteelse. Takahashi och Sakamoto hade tidigare arbetat som studiomusiker och det var i egenskap av sådana de blev medlemmar i bandet. Idén med projektet var att skapa en fusion mellan orientalisk exotica och modern elektronisk musik. Det första albumet med dess banbrytande produktion blev populärt och studioprojektet växte till en mer normalt turnerande orkester och en karriär för alla tre medlemmarna

## Inflytande
Gruppen anses ha varit inflytelserik och innovativ inom området populär elektronisk musik. Genom sin omfattande användning av nya synthar, samplers och modern digital inspelningsteknik blev de populära inte bara i Japan. De ansågs, och anses, vara några av föregångarna inom elektronisk musik som än idag samplas och remixas av andra.
Pionjärer var de i sin användning av sequencers, trummaskiner, datorer och digital inspelningsteknik, och föregick  "elektropopboomen" på 1980-talet. De är kända för att ha spelat en nyckelroll i utvecklingen av flera elektroniska genrer, däribland synthpop, J-pop, elektro och techno, samtidigt som de utforskar subversiva sociopolitiska teman under hela sin karriär.

## Upplösning
Bandet upplöstes officiellt 1984 då de tre medlemmarna ägnade sig åt sina solokarriärer, men återförenades för ett album; Technodon 1993.

## Återförening
Under det tidiga 2000-talet återförenades Hosono & Takahashi i orkestern Sketch Show
och vid ett flertal tillfällen har Sakamoto förenats med två andra för framträdanden och inspelningar. Senare skall har han föreslagit att orkestern skulle döpas om till "Human Audio Sponge" när han medverkar.

## Diskografi

### Album
- Yellow Magic Orchestra (1978) – släppt i Japan
- Yellow Magic Orchestra (1979) – släppt i USA
- Solid State Survivor, (1979)
- ×∞ Multiplies (mini-album) (1980)
- BGM (1981)
- Technodelic (1981)
- Naughty Boys (1983)
- Naughty Boys – Instrumental (1983)
- Service (1983)
- Technodon (1993)

### Livealbum
- Public Pressure (1980)
- After Service (1984)
- Faker Holic (1991)
- Complete Service (1992)
- Technodon Live (1993)
- Live at Kinokuni-Ya Hall 1978 (1993)
- Live at Budokan 1980 (1993)
- Winter Live 1981 (1995)
- World Tour 1980 (1996)
- Live at Greek Theatre 1979 (1997)

### Samlingsalbum
- Sealed (1984)
- Y.M.O. Best Selection (1986)
- Kyoretsu Na Rythm – Characters (1992)
- YMO Go Home! : The Best of Yellow Magic Orchestra (1999)
- One More YMO: The Best of YMO Live (2000)
- UC YMO: Ultimate Collection of Yellow Magic Orchestra (2003)
- YMO (2011)